# Rubén Corbo
Rubén Corbo (1952. január 20. –) válogatott uruguayi labdarúgó, csatár.

## Pályafutása

### Klubcsapatban
1970-ben a Racing, 1971 és 1974 között a Peñarol csapatában szerepelt. 1975 és 1984 között Mexikóban játszott. Öt idényt a Monterrey, majd négyet a Tampico együttesében.

### A válogatottban
1971 és 1974 között 23 alkalommal szerepelt az uruguayi válogatottban. Részt vett az 1974-es NSZK-beli világbajnokságon.

## Sikerei, díjai
Peñarol
- Uruguayi bajnokság
  - bajnok (2): 1973, 1974